# Édgar Bárcenas
Édgar Yoel Bárcenas Herrera (Colón, 23 de outubro de 1993), é um futebolista panamenho que atua como meio-campo. Atualmente, joga pelo Leganés.

## Carreira
Foi convocado para defender a Seleção Panamenha de Futebol na Copa do Mundo FIFA de 2018.